# Henry H. Bingham

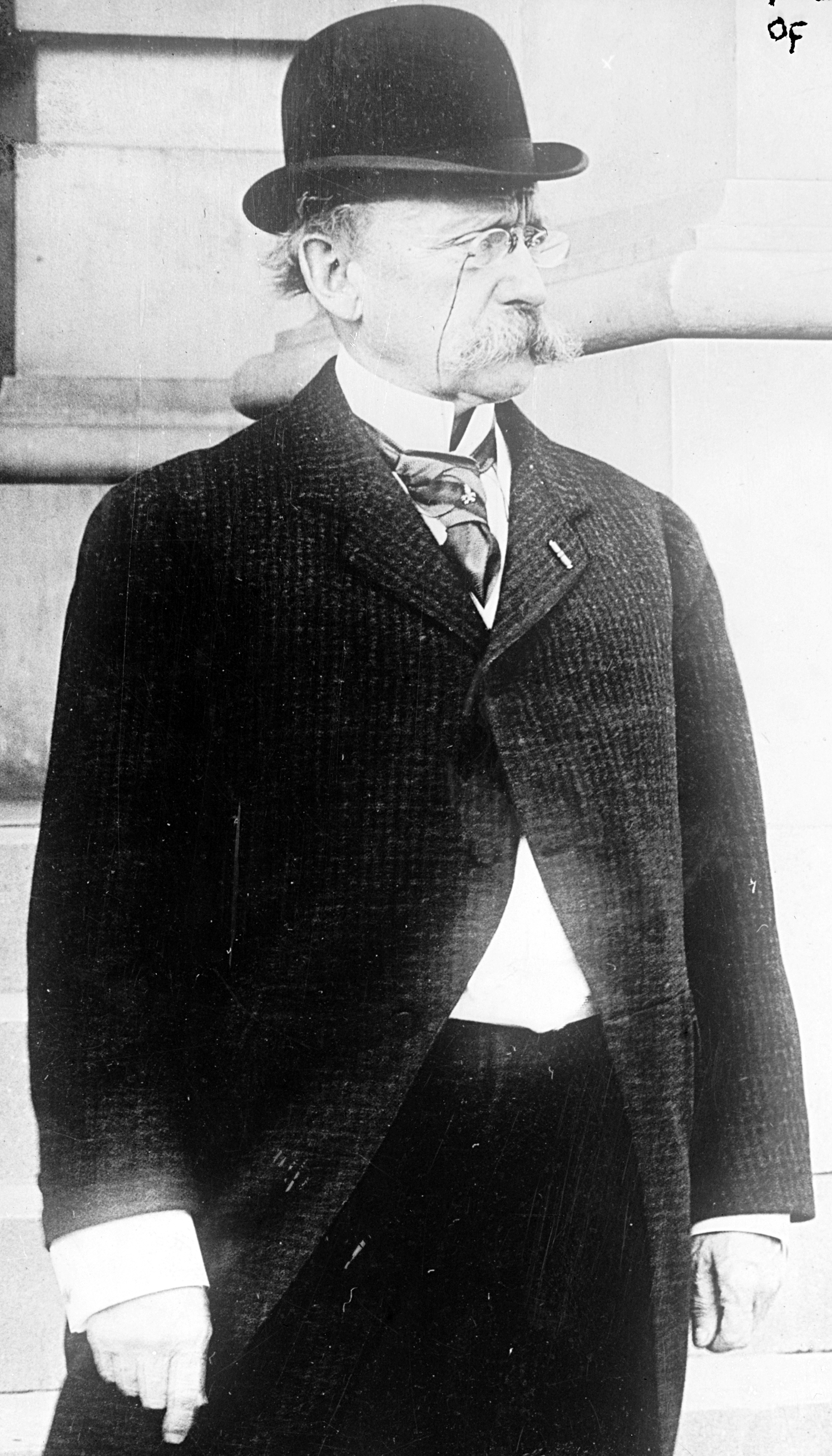
Henry H. Bingham (1911)

Henry Harrison Bingham (* 4. Dezember 1841 in Philadelphia, Pennsylvania; † 22. März 1912 ebenda) war ein US-amerikanischer Politiker. Zwischen 1879 und 1912 vertrat er den Bundesstaat Pennsylvania im US-Repräsentantenhaus.

## Werdegang
Henry Bingham besuchte bis 1862 das Jefferson College in Canonsburg und die Rechtsschule am Washington and Jefferson College in Washington. Während des Bürgerkriegs diente Bingham im Heer der Union, in dem er bis zum Brigadegeneral aufstieg. Er nahm an mehreren Schlachten teil und wurde mehrfach verwundet. Während der Schlacht von Gettysburg diente er als Captain im II. Korps von General Hancock.
Für seine militärischen Leistungen wurde Bingham im Jahr 1893 mit der Congressional Medal of Honor ausgezeichnet. Zwischen 1867 und 1872 war Bingham Posthalter in Philadelphia; von 1872 bis 1879 fungierte er dort als Gerichtsdiener (Court Clerk). Politisch war er Mitglied der Republikanischen Partei. Zwischen 1872 und 1900 nahm er als Delegierter an allen Republican National Conventions teil.
Bei den Kongresswahlen des Jahres 1878 wurde Bingham im ersten Wahlbezirk von Pennsylvania in das US-Repräsentantenhaus in Washington, D.C. gewählt, wo er am 4. März 1879 die Nachfolge von Chapman Freeman antrat. Nach 16 Wiederwahlen konnte er bis zu seinem Tod am 22. März 1912 im Kongress verbleiben. In diese Zeit fiel der Spanisch-Amerikanische Krieg von 1898. In den Jahren 1881 bis 1883 sowie von 1889 bis 1891 war Bingham Vorsitzender des Postausschusses; von 1895 bis 1897 leitete er den Ausschuss zur Kontrolle der Ausgaben des Postministeriums.

## Ehrungen
Beim Angriff von General Picketts Truppen (Pickett's Charge) auf die Unionsstellungen bei Cemetery Ridge versorgte er den tödlich verwundeten Brigadegeneral Armistead und übergab seine persönlichen Sachen, auf Wunsch von Armistead, seinem langjährigen Freund General Hancock.
Bingham war wie Armistead ein Mitglied im Bund der Freimaurer. Er gehörte der Chartiers Lodge #297 in Canonsburg an. Seine selbstlose Hilfe für den tödlich verwundeten General Armistead wurde in dem Denkmal Friend to Friend Masonic Memorial auf dem Gettysburg National Cemetery dargestellt.